# Eike Middell
Eike Middell (* 27. März 1937 in Königsberg) ist ein deutscher Literaturwissenschaftler, der als Herausgeber hervortrat.

## Werdegang
Der Lehrersohn wuchs in Schwerin auf und studierte 1955–1958 in Leipzig Germanistik, Geschichte, Philosophie, Anglistik und Kunstgeschichte unter anderen bei Hermann August Korff, Hans Mayer, Theodor Frings, Walter Markov und Ernst Bloch. 1962 folgte dort die Promotion zum Dr. phil. mit der Dissertation „Goethes Westöstlicher Divan. Die Dichtung in der geschichtlichen Wirklichkeit“ (317 Seiten).
Nach der Arbeit als Theaterkritiker und Verlagslektor war Middell ab 1979 als wissenschaftlicher Mitarbeiter des Zentralinstituts für Literaturgeschichte der Akademie der Wissenschaften der DDR tätig.

## Schriften
- Thomas Mann. Versuch einer Einführung in Leben und Werk. Reclam, Leipzig 1979 (4. Aufl.), RUB 268, 336 Seiten, 95 Abbildungen (EA 1966)
- Hermann Hesse. Die Bilderwelt seines Lebens. Reclam, Leipzig 1990 (5. Aufl.), ISBN 3-379-00603-3 (EA 1972 (RUB 169))
- Anna Seghers. Versuch über Entwicklung und Werke. Reclam, Leipzig 1973 (1. Aufl.). 316 Seiten
- Faust. Eine Anthologie. 2 Bände. Röderberg, Frankfurt am Main 1975 (1. Aufl.). 524 und 484 Seiten (EA anno 1967 bei Reclam, Leipzig (RUB 395 und 396))
- Kunst und Literatur im antifaschistischen Exil 1933–1945. Band 3. Exil in den USA. Reclam, Leipzig 1979. 586 Seiten, 41 Abbildungen (1. Aufl.) – zusammen mit Alfred Dreifuss
- Friedrich Schiller. Leben und Werk. Reclam, Leipzig 1980. RUB 800. 467 Seiten, 53 Abbildungen
- Literatur zweier Kaiserreiche. Deutsche und österreichische Literatur der Jahrhundertwende. Akademie Verlag, Berlin 1993, ISBN 3-05-001911-5